# Scuola elegante olandese
La cosiddetta Scuola elegante olandese fu una scuola di pensiero giuridico che si formò presso l'Università di Leida tra il XVI e il XVII secolo quando i Paesi Bassi stavano attraversando un periodo di grande prosperità economica e sociale. Il suo approccio al diritto richiamava quello della scuola culta i cui principi erano stati portati a Leida dal celebre giureconsulto Hugo Donellus.
I risultati raggiunti dai maestri della scuola furono conosciuti come "giurisprudenza elegante", una definizione con la quale si vuole indicare il loro «stile preciso e conciso, immune dalle grevi articolazioni proprie di una parte della tarda dottrina di diritto comune».
Tra i più importanti esponenti della scuola si annoverano Ugo Grozio, Gerard Noodt, Ulrik Huber, Arnold Vinnen, Johannes Voet e Antonius Schulting.